# Nadir Vekiloğlu
Nadir Vekiloğlu (Istanbul, 1º maggio 1949) è un ex cestista e allenatore di pallacanestro turco.

## Carriera
Con la Turchia ha disputato due edizioni dei Campionati europei (1971, 1975).

## Palmarès

### Allenatore
- Campionato turco: 1

Karşıyaka: 1986-87